# Віялохвістка чорноряба
Віялохвістка чорноряба (Rhipidura leucophrys) — вид горобцеподібних птахів родини віялохвісткових (Rhipiduridae).

## Поширення
Вид поширений в Австралії, Нової Гвінеї, на сході Індонезії, Соломонових островах та архіпелазі Бісмарка. Його природним середовищем існування є субтропічні або тропічні вологі низинні ліси та субтропічні або тропічні мангрові ліси.

## Опис
Тіло завдовжки 19-21,5 см, вага — 17-24 г Короткий тонкий дзьоб закінчується легким вигином у формі гачка. Вид має довші ноги порівняно з іншими віялохвістками, що може бути адаптацією до годування на землі. Голова, горло, область над грудьми, крила, верхня частина тіла і хвіст повністю чорні. Лише брови, вуса і нижні частини тіла білі. Дзьоб і ноги чорні, а райдужка темно-коричнева.